# Ernst Tommy Liljeqvist
Ernst Tommy Liljeqvist (født 19. juli 1916, død 24. januar 1945) var en vagtmester i Københavns kommunale vagtværn.
I de sene aftentimer den 23. januar var vagtmester Liljeqvist og to byvagter taget til Kjeldgaardsvej for at lede efter et par mænd, som var fosvundet efter en hundetur. Omkring samme tid som vagtværnsfolkene ankom til området blev Carl Allers Etablissement sprængt i luften af medlemmer af Petergruppen, de to byvagter blev såret af eksplosionen og vagtmester Liljeqvist blev nedskudt af HIPO-folk da han forsøgte at nå en telefonboks. Liljeqvist blev bragt til kommunehospitalet men døde to timer efter af et skud i underlivet.
Ernst Tommy Liljeqvist blev begravet ved soldatergravene, afdeling 10 på Bispebjerg Kirkegård i København.